# رائد القاقون
رائد القاقون كاتب وصحفي لبناني، درس الفلسفة في الجامعة الأميركية في بيروت، وعمل في الترجمة الفلسفية والسياسية منذ مطلع التسعينيات. تولّى مسؤوليات في التحرير والترجمة في عددٍ من الصحف والمجلات المتخصّصة.

## ترجمات
له العديد من الكتب المترجمة، من بينها:
- قائد في 60 دقيقة
- كيف نفهم أطفالنا: الطفل ذو الاحتياجات الخاصة[2]
- طبِّبْ نفسَك بنفسِك
- لأطباء: حلول صحية في 5 دقائق
- النظريات السياسية في العلاقات الدولية[1]
- تحقيق الثراء: دليلك العملي إلى حياة الغنى واليسر[3]
- إنستاغرام؛ كيف غير كيفن سيستروم ومايك كريغر الطريقة التي نلتقط ونتشارك بها الصور[4]
- فيس بوك؛ كيف حقق مارك زوكربيرغ التواصل بين أكثر من مليار صديق[5]
- على خطى رواد التكنولوجيا (3 أجزاء)[6]، بيروت الدار العربية للعلوم ناشرون 2015.
- ديزني-بيكسار: كيف غير ستيف جوبس هوليوود[7]، بيروت الدار العربية للعلوم ناشرون.
- غوغل: كيف غير لاري بايج وسيرغي برين طريقة بحثنا في الإنترنت[8] بيروت الدار العربية للعلوم ناشرون.
- امازون: كيف بنى جيف بيزوس اضخم مكتبة في العالم على الإنترنت[9]

وله أيضاً مقال مترجم بعنوان «الفلسفة والحياة اليومية في ظلّ الرأسمالية».

## كتب ومقالات
قام بتأليف كتاب واحد وهو«دروس سريعة في قيادة الأعمال».
كما قام بكتابة العديد من المقالات منها:
- اللّاهوت العقلاني والعناية الإِلهية لدى أفلاطون[12]
- أفلاطون والبُعْد الهَندسي الرُّوحاني للكون في مُحاورة «تيماوس»[13]
- مُحاورة بارمينيدس[14]
- “العدالةُ” عندَ أفلاطون[15]
- السَّعَادةُ عِند أفلاطون[16]
- «الحُبّ» عند أفلاطون[17]
- الخير الأسمى لدى أفلاطون[18]
- المعرفة عند أفلاطون[19]
- هلمي يا نفس نؤوب[20]
- الموحّدون الدّروز في أستراليا[21]